# Телевидение сверхвысокой чёткости

На схеме показаны разрешения форматов 8K UHDTV, 4K UHDTV, HDTV (1080p) и SDTV

Диаграмма цветового пространства CIE 1931 XYZ, которая показывает цветовое пространство Рекомендации ITU Rec. 2020 (UHDTV) в наружном треугольнике и цветовое пространство Rec. 709 (HDTV) во внутреннем треугольнике. Обе рекомендации Rec. 2020 и Rec. 709 для опорного белого используют цвет CIE D65.

Телевидение сверхвысокой чёткости (англ. Ultra High Definition Television, UHDTV) — разновидность телевизионных стандартов разложения, обеспечивающих чёткость изображения, многократно превышающую как телевидение стандартной, так и высокой чёткости, а также большинство современных кинематографических стандартов. Другие названия — Ultra HD и Ultra High Definition Video (UHDV).
Телевидение сверхвысокой чёткости включает в себя два цифровых стандарта — 4K UHDTV (2160p) и 8K UHDTV (4320p), предложенных «NHK Science & Technical Research Laboratories» и принятых Международным союзом электросвязи в августе 2012 года в соответствии с Рекомендацией МСЭ-Р BT.2020. Японская телекомпания NHK первой реализовала на практике систему телевидения с разложением изображения по стандарту 7680×4320 пикселей.

## История
- Первая единая мировая рекомендация МСЭ-Р BT.1201 о системах передачи изображений сверхвысокой чёткости была разработана в 1994 году 11-й исследовательской комиссией МККР под председательством советского и российского учёного Марка Кривошеева[3].
- В сентябре 2003 года телекомпанией NHK была завершена разработка экспериментальной системы UHDTV[4].
- В ноябре 2005 года NHK впервые продемонстрировала прямую трансляцию программы UHDTV на расстояние 260 км по волоконно-оптической линии связи с использованием спектрального уплотнения каналов (DWDM).
- 31 декабря 2006 года NHK провела прямую трансляцию с показом на 450 дюймовом (11,4 м) экране в Осаке ежегодного музыкального шоу Kōhaku Uta Gassen из Токио по протоколу IP[5].
- В 2007 году SMPTE утвердило «Стандарт 2036» для UHDTV[6] Было определено два уровня для UHDTV, которые называются UHDTV1 (3840×2160 или 4K UHDTV) и UHDTV2 (7680×4320 или 8K UHDTV)[6][7]. До 2011 года в UHDTV допускались кадровые частоты 24, 25, 50 и 60 кадров в секунду[8].
- В 2008 году Aptina Imagin (англ.) заявила о выпуске нового КМОП-сенсора, специально разработанного для проекта UHDTV NHK[9]. Во время ежегодной выставки IBC 2008 компании NHK (Япония), RAI (Италия), BSkyB, Sony, Samsung, Panasonic Corporation, корпорация Sharp и Toshiba (с различными партнерами) продемонстрировали первую в истории публичную прямую трансляцию UHDTV из Лондона до места проведения конференции в Амстердаме[10][11].
- 29 сентября 2010 года NHK записали выступление группы «The Charlatans» в Великобритании в формате UHDTV, и затем провели трансляцию через интернет в Японии[12].
- В сентябре 2011 года на международной выставке электроники IFA-2011 компания Toshiba анонсировала новый 3D-телевизор ZL2 с 55-дюймовым дисплеем и поддержкой разрешения 3840x2160 пикселей (Quad Full HD), способным отображать 3D-контент без использования очков.[13][14]
- Во время летних Олимпийских игр 2012 в Великобритании стандарт был публично продемонстрирован крупнейшей телекомпанией мира BBC[15], которая установила 15-метровые экраны в Лондоне, Глазго и Брадфорде, чтобы позволить зрителям оценить уникальное зрелище игр в сверхвысокой чёткости[16][17][18].
- в 2012 году проектор Sony VPL-VW1000ES стал первым 4K проектором для домашнего кинотеатра[19], корпорация LG Group анонсировала 84-дюймовый 3D телевизор с поддержкой системы 4K UHDTV[20][21], вслед за LG собственный 84-дюймовый телевизор формата 4K представила компания Sony.[22]
- 23 августа 2012 года UHDTV был официально утверждён в качестве стандарта Международным союзом электросвязи[1][23].
- 18 октября 2012 года Ассоциация производителей бытовой электроники (Consumer Electronics Association, CEA) объявила, что голосованием Совета лидеров отрасли CEA единогласно принят термин «Ultra High-Definition» или «Ultra HD», который будет использован для мониторов, проекторов и телевизоров с разрешением не менее 8 мегапикселей. Минимальные технические требования для получения логотипа «Ultra HD» включают: разрешение экрана не менее 3840 пикселей по горизонтали и не менее 2160 по вертикали, наличие хотя бы одного цифрового входа с поддержкой видеосигнала с разрешением 3840×2160 пикселей и соотношение сторон экрана 16:9[24][25][26][27].
- 19 апреля 2013 года спутниковым оператором SES была запущена первая UHDTV трансляция со спутника «Астра» 19,2° в. д.[28][29]
- 27 июня 2013 года спутниковый оператор «Триколор ТВ» впервые в России осуществил публичную спутниковую телевизионную трансляцию в формате 4K UHDTV[30]. Для прямой спутниковой трансляции контента UHDTV использовался 34 транспондер спутника Eutelsat 36A. Данные в MPEG-4 были переданы со скоростью 40 Мбит/с, при частоте 25 кадров в секунду с разрешением изображения 3840×2160 пикселей, что в четыре раза выше, чем у кадра стандарта FullHD (1920×1080). Для публичной трансляции телеканалом Russian Travel Guide (RTG) был подготовлен специальный 19-минутный ролик об экстремальных видах спорта в России, снятый видеокамерой с разрешением 4К[31]. В качестве средства отображения использован телевизор соответствующего разрешения LG 84LM960V с диагональю 84 дюйма[30].
- в 2013 году смартфон Acer Liquid S2 стал первым смартфоном с поддержкой записи 4K.[32]
- 7 февраля 2014 года телекомпания «НТВ-Плюс» осуществила тестовую UHD-трансляцию церемонии открытия Олимпийских игр в Сочи. С помощью энкодера компании «Elemental Live» и видеодекодера «Broadcom» была разработана технология формирования в реальном времени 4К HEVC-потока. В процессе реализации проекта были задействованы цифровые камеры «Sony PMW-F55 Cine Alta 4K», а демонстрация осуществлялась на 65-дюймовом 4К-телевизоре Panasonic[33].
- 2 июня 2014 года в Японии началось первое в мире постоянное телевизионное вещание сверхвысокой чёткости 4K.[34]
- 24 июня 2014 года CEA были расширены характеристики и утверждены маркетинговые термины «Ultra High-Definition», «Ultra HD», или «UHD», которые также могут сочетаться в различных модификациях, например «Ultra High-Definition TV 4K».[35]. Также для доставки видео сверхвысокой чёткости по сети Интернет определён видеокодек HEVC.
- в 2016 году в продажу поступили Ultra HD Blu-ray.
- в 2017 году семейство процессоров Intel Graphics Technology получило новое название — Intel UHD Graphics.
- в апреле 2018 года в продажу поступил первый серийный телевизор c разрешением экрана 8K UHD – Sharp's Aquos LC-70X500E.[36]
- в 2018 году, по данным аналитического агентства IHS Markit, впервые поставки UHD-телевизоров превысили поставки телевизоров более низких разрешений.[37]
- 1 декабря 2018 года начал вещание японский спутниковый телеканал NHK BS8K, ставший первым в мире телевизионным каналом, вещающий в разрешении 8K UHD.[38]
- В сентябре 2019 года американская Ассоциация потребительских технологий CTA утвердила новый стандарт и разработала логотип для устройств с поддержкой 8K Ultra HD.[39]
- 2020 — по данным Mitsubishi Institute, к этому году 4K ТВ будут у 50 % японских семей.[40]

## Технические характеристики
Европейский вещательный союз в 2014 году выпустил предписание для телевидения сверхвысокой чёткости, которое предназначено для стратегического планирования с целью усовершенствования технических параметров, в том числе повышение чёткости, увеличение частоты кадросмен, расширение динамического диапазона и цветового охвата изображения, совершенствование технологий передачи звука.
|                       | UHDTV                                              | UHDTV-1                                            | UHDTV-2                                            |
| --------------------- | -------------------------------------------------- | -------------------------------------------------- | -------------------------------------------------- |
| Внедрение             | 2014—2015                                          | 2017—2018                                          | 2020 и далее                                       |
| Разрешение            | 3840×2160                                          | 3840×2160                                          | 7680×4320                                          |
| Кадровая частота      | 50 и 60 Гц                                         | 100 и 120 Гц                                       | 100 и 120 Гц                                       |
| Развёртка             | Прогрессивная                                      | Прогрессивная                                      | Прогрессивная                                      |
| Глубина цвета         | 8 бит распространение, 10 бит производство         | 10, 12 бит                                         | 10, 12, 14 бит                                     |
| Цветовое пространство | МСЭ-Р BT.709                                       | МСЭ-Р BT.2020                                      | МСЭ-Р BT.2020                                      |
| Динамический диапазон | Стандартный                                        | Высокий (HDR)                                      | Высокий (HDR)                                      |
| Дискретизация         | 4:2:0 (распространение), 4:2:2, 4:4:4 производство | 4:2:0 (распространение), 4:2:2, 4:4:4 производство | 4:2:0 (распространение), 4:2:2, 4:4:4 производство |
| Соотношение сторон    | 16:9                                               | 16:9                                               | 16:9                                               |
| Видеокодек            | HEVC Main 10 (распространение), XAVC производство  | HEVC Main 10 (распространение), XAVC производство  | Будет определён позже                              |
| Аудиоформат           | 5.1                                                | Выше 5.1                                           | 22.2                                               |

## Разрешение
Минимальное разрешение UHDTV — 3840×2160 пикселей (8,3 мегапикселя), что ровно вчетверо больше FullHD (1080p).
UHDTV предусматривает до 33 миллионов элементов изображения с максимальным разрешением до 7680×4320.
Для сравнения, кадр телевидения высокой чёткости в максимальном качестве FullHD (1080p) состоит из 2 миллионов пикселей (1920×1080), а классический телевизионный стандарт эквивалентен 400 тысячам пикселей (720×576).
Разрешающая способность телевидения сверхвысокой чёткости превышает в том числе разрешение существующих стандартов цифрового кинематографа: например, большинство цифровых кинопроекторов в кинотеатрах поддерживает разрешение 2К, составляющее 2048×1080 пикселей. Сопоставимым разрешением обладают сравнительно немногочисленные проекторы 4K, устанавливаемые в некоторых цифровых кинотеатрах IMAX.

### UHDTV1
UHDTV1 (3840×2160 пикселей) — формат изображения, заданный стандартом SMPTE ST 2036-1. Основан на рекомендации МСЭ-Р BT.2020 для описания цветовых параметров кодирования изображения. Иногда сокращается до «UHD-1».
«4К» — маркетинговый термин, используемый для описания изображений с разрешением 4096×2160 пикселей. В 2014 году утверждён CEA применительно к стандарту UHDTV1 с разрешением 3840×2160 пикселей, с возможностью применения в различных модификациях: «4K Ultra High-Definition», «4K UHD», «Ultra High-Definition TV 4K», «4K Ultra HD».

### 5K (разрешение)
«5K» — маркетинговый термин для телевизоров и компьютерных мониторов с разрешением 5120×2160 пикселей.

### 6K (разрешение)
«6K» — маркетинговый термин для телевизоров и компьютерных мониторов с разрешением 6016×3384 пикселей.

### UHDTV2
UHDTV2 (7680×4320 пикселей) — формат изображения, заданный стандартом SMPTE ST 2036-1. Основан на рекомендации МСЭ-Р BT.2020 для описания цветовых параметров кодирования изображения. Иногда сокращается до «UHD-2». Разрешающая способность этого стандарта считается сопоставимой с киноплёнкой формата IMAX 15/70, и по информационной ёмкости примерно в 16 раз превосходит телевидение высокой чёткости HDTV.
«8K» — неформальный маркетинговый термин, используемый для описания изображений с разрешением 7680×4320 пикселей.

## Интерфейсы

### HDMI

#### HDMI 1.4
Интерфейс HDMI версии 1.4b был разработан и представлен в 2009 году для передачи стереоизображения 1080p с максимальной пропускной способностью 10,2 Гбит/с. При этом в спецификации указана поддержка разрешений 4K — то есть для вывода изображения с разрешением выше 1080p:
- 3840×2160 точек при кадровой частоте 24Гц/25Гц/30Гц
- 4096×2048 точек при кадровой частоте 25 Гц.

#### HDMI 2.0
Для передачи сигналов разработан интерфейс HDMI 2.0 с пропускной способностью до 18 Гбит/с . Среди функциональных возможностей интерфейса для передачи видео и аудио имеются следующие характеристики:
- передача видео с разрешением 4К (2160p) и частотой кадров 50 или 60 кадров в секунду;
- поддержка Рекомендации МСЭ-Р BT.2020 с глубиной цвета 10 или более бит;
- видеоформаты, определённые в рекомендации BT.2020 и поддерживаемые в спецификации HDMI 2.0:
  - 2160p, 10/12 бит, 24/25/30 Гц, RGB/4:2:2/4:4:4;
  - 2160p, 10/12 бит, 50/60 Гц, 4:2:0/4:2:2;
- передача до 32 аудиоканалов;
- частота дискретизации звука до 1536 кГц;
- одновременная передача двух видеопотоков для нескольких пользователей на одном экране;
- одновременная передача многопотокового аудио нескольким пользователям (до 4);
- поддержка широкоэкранного «кинотеатрального» соотношения сторон видео 21:9;
- динамическая синхронизация видео и аудио потоков.

HDMI 2.0 не определяет новые кабели или новые разъёмы. Текущие высокоскоростные кабели (2-я категория кабеля) имеют достаточную пропускную способность.
| Видеоформаты, поддерживаемые в спецификации HDMI 2.0 | Видеоформаты, поддерживаемые в спецификации HDMI 2.0 | Видеоформаты, поддерживаемые в спецификации HDMI 2.0 | Видеоформаты, поддерживаемые в спецификации HDMI 2.0 | Видеоформаты, поддерживаемые в спецификации HDMI 2.0 |
| Формат\Глубина цвета                                 | 8 бит                                                | 10 бит                                               | 12 бит                                               | 16 бит                                               |
| ---------------------------------------------------- | ---------------------------------------------------- | ---------------------------------------------------- | ---------------------------------------------------- | ---------------------------------------------------- |
| 4K@24                                                | RGB 4:4:4                                            | RGB 4:4:4                                            | RGB 4:4:4 4:2:2                                      | RGB 4:4:4                                            |
| 4K@25                                                | RGB 4:4:4                                            | RGB 4:4:4                                            | RGB 4:4:4 4:2:2                                      | RGB 4:4:4                                            |
| 4K@30                                                | RGB 4:4:4                                            | RGB 4:4:4                                            | RGB 4:4:4 4:2:2                                      | RGB 4:4:4                                            |
| 4K@50                                                | RGB 4:4:4 4:2:0                                      | 4:2:0                                                | 4:2:2 4:2:0                                          | 4:2:0                                                |
| 4K@60                                                | RGB 4:4:4 4:2:0                                      | 4:2:0                                                | 4:2:2 4:2:0                                          | 4:2:0                                                |

### Display Port
Порт DisplayPort версии 1.2a имеет пропускную способностью 21,6 Гбит/с, что позволяет подключать монитор с разрешением до 3840×2400 или 3D-монитор с кадровой частотой 120 Гц и разрешением 2560×1600 пикселей.
Стандарт DisplayPort версии 1.3 опубликован 15 сентября 2014 года. Он поддерживает передачу данных с полосой пропускания до 32,4 Гбит/с, что позволяет передать:
- изображение для мониторов в формате 5K (5120×2880 пикселей) в цветовом пространстве RGB;
- видео 8K с разрешением 7680×4320 пикселей (16:9, 33,18 мегапикселей) или 8192×4096 пикселей (2:1, 35,39 мегапикселей) с цветовой субдискретизацией 4:2:0;
- изображение для двух мониторов 4K (3840×2160 px) с кадровой частотой 60 Гц в цветовом пространстве RGB 24 бита;
- 4K для стереодисплеев (3D);
- комбинацию 4K и высокоскоростного интерфейса USB 3.0.

Стандарт имеет режим совместимости с 2.0 HDMI с защитой контента HDCP 2.2.

### MHL 3.0
20 августа 2013 года была представлена спецификация 3.0 интерфейса MHL для подключения мобильных устройств к дисплеям и передачи аудио и видео с высоким разрешением. Особенности спецификации MHL 3.0:
- 4K (Ultra HD): Поддержка форматов 4К до 3840×2160 при кадровой частоте 30 Гц.;
- технология защиты контента HDCP 2.2;
- 7.1-канальный объёмный звук с Dolby TrueHD и DTS-HD;
- поддержка одновременно нескольких дисплеев.

### SDI 6G, 12G и 24G
Для профессионального применения используется интерфейс SDI, который будет расширен новыми стандартами SMPTE 2081 для передачи данных со скоростью 6 Гбит/с, 12 Гбит/с и 24 Гбит/с. Для передачи могут использоваться коаксиальный кабели с одним, двумя или четырьмя физическими соединениями или волоконно-оптический кабель.

## Super Hi-Vision

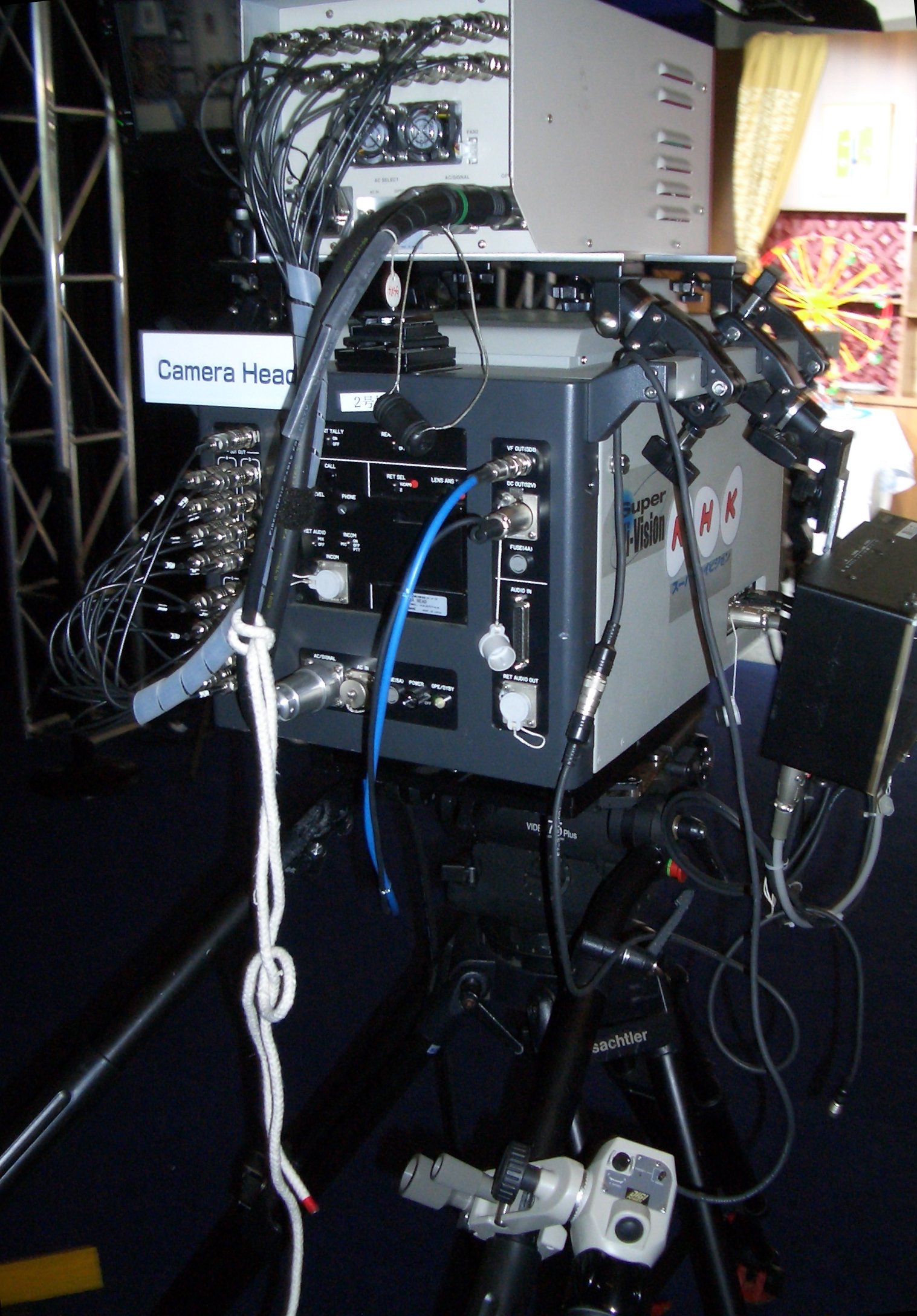
Камера NHK UHDTV

Компания NHK разработала формат вещания «Super Hi-Vision» с поддержкой разрешения 8K и многоканальным звуком стандарта 22.2. Основные спецификации формата Super Hi-Vision:
- разрешение: 7680×4320 пикселей;
- глубина цвета: 10/12 бит на канал;
- цветовое пространство Rec. 2020;
- частота кадров: 60/120 кадров/с. (прогрессивная развёртка);
- звук: 22.2-канальный;
- полоса пропускания: 21 ГГц, 500—6600 Мбит/с.

При кадровой частоте 60 кадров в секунду час несжатого видео в формате UHDTV занимает около 25 ТБ, однако, используя алгоритмы сжатия, можно уменьшить размер до 300 ГБ. Предполагается, что UHDTV-изображение будет проецироваться на экран с диагональю до 11 м. Главными трудностями при разработке станут камера для записи и оборудование, способное передать несжатый поток данных на скорости 24 Гбит/с.
Основным разработчиком нового видеоформата является японская государственная телекомпания NHK. Определяющей целью работы над стандартом является достижение эффекта полного «погружения» в происходящее на экране. Технология UHDTV уже сегодня позволяет достичь угла обзора в 100° за счёт использования больших экранов, рассматриваемых с близкого расстояния.
Японское правительство намерено, совместно с частными компаниями, разработать стандарт видео сверхвысокой чёткости, передаёт AFP со ссылкой на местные СМИ. Власти планируют сделать стандарт международным и использовать его для вещания в 2015 году.
Не менее важным параметром нового UHDTV-стандарта является динамический диапазон изображения, то есть, контрастное соотношение. Человеческий глаз способен чувствовать контраст между самым ярким белым и самым тёмным цветами в отношении приблизительно 100 000:1. Кроме того, при разработке UHDTV учёные компании NHK сосредоточились и на достижении высокого качества звукового сопровождения. Новый стандарт звука получил обозначение 22.2. Десять динамиков должны находиться на уровне ушей, девять — уровнем выше и три — уровнем ниже. Два динамика отвечают за воспроизведение низкочастотных эффектов, и ещё один располагается на потолке. Подобная звуковая система находится далеко за рамками современных систем многоканального звука 5.1 и 7.1.
Области применения UHDTV, по словам ученых NHK, различны: цифровой кинематограф, медицина, образование, искусство. Реальные тестовые показы возможностей UHDTV уже были проведены несколько раз. Самыми яркими стали показ UHDTV на выставке в Японии в 2005 году, когда технологию в действии увидели 1,5 млн посетителей, и представление демонстрационной UHDTV-системы на Международном конгрессе по вопросам телевещания (IBC) в Амстердаме (Голландия) в сентябре 2006 года.

## Развитие в СНГ

### Россия
Первая публичная трансляция UHDTV в России была проведена 27 июня 2013 года спутниковым оператором «Триколор ТВ» в партнерстве с LG Electronics, Eutelsat, Ericsson и телеканалом Russian Travel Guide (RTG), входящим в холдинг Bridge Media. 28 июня 2013 года представитель Eutelsat Ольга Попова в интервью «Интерфаксу» предположила, что телеканалы сверхвысокой чёткости (UHDTV) могут появиться в России в течение нескольких лет. Эту точку зрения поддержал вице-президент холдинга Bridge Media Фёдор Стрижков, который заявил, что холдинг готов запустить в производство 3—4 UHD-канала.
28 ноября 2013 года председатель Оргкомитета «Сочи 2014» Дмитрий Чернышенко рассказал, что на зимних олимпийских играх в Сочи в 2014 году впервые в истории олимпийских телетрансляций съёмка будет осуществляться в формате Super Hi-Vision.
В сентябре 2014 года в некоторых российских онлайн-кинотеатрах появилась трансляция фильмов в формате Ultra HD 4K. О такой возможности заявили, в частности, представители «Аййо» и Okko.
22 октября 2014 года «Триколор ТВ» запустил первый в России телеканал в формате Ultra HD 4K.
В начале августа 2016 года началось тестовое Ultra HD-вещание в формате DVB-T2 (кодек H.265) с Останкинской телебашни (Москва) на 58-м телевизионном канале.
В 2017 году компания "НТВ-Плюс" начала вещание в стандарте Ultra HD в европейской части России, включив в базовый пакет каналы FASHION ONE (4К) и HOME 4К, став таким образом первым федеральным спутниковым UHD-оператором.
С 14 июня по 15 июля 2018 года Первый канал во время Чемпионата мира по футболу демонстрировал цифровое эфирное вещание в формате Ultra HD со спутника, по кабелю, через интернет и в тестовом режиме с Останкинской башни, также демонстрировал и «Матч ТВ», запустив телеканал «Матч Ultra HD».
На 2022 год в России в категории платного контента формата 4K Ultra HD у операторов интернет-ТВ и видеосервисов Smart-TV было доступно 15 каналов в формате сверхвысокой чёткости, увеличившись с конца 2019 года на 50%.

### Узбекистан
1 сентября 2018 года в Узбекистане был запущен первый на территории Средней Азии и всего постсоветского пространства круглосуточный телеканал сверхвысокой чёткости 4K — Lux.TV.

## Список 4K-телеканалов
Мир
- Fashion 4K
- Festival 4K
- High 4K TV

Европа
- 4K UltraHD FunBox[60]
- beIN Sports 4K (Испания)
- BT Sport 4K UHD[61]
- Canal+[62]
- Digi 4K
- Digiturk UHD[63]
- Discovery Channel (Великобритания и Ирландия)
- Fashion TV 4K
- Insight UHD
- Movistar Fórmula 1 UHD[64]
- Movistar Partidazo UHD[65]
- National Geographic
- Pearl TV[66]
- QVC Deutschland
- RAI 4K[67]
- RTL UHD[62]
- RTVS UltraHD
- SES Ultra HD Demo Channel
- SFR Sport 4K
- Sky 1
- Sky Atlantic
- Sky Sports
- Sport TV 4K UHD[68][69]
- Travelxp
- Tricolor Ultra HD[70]
- TRT 4K
- UHD-1
- Viasat Ultra HD
- Sportklub 4K

США
- NASA TV UHD
- Sportsnet 4K и Sportsnet One 4K (Канада)
- TSN 4K и TSN 2 4K (Канада)
- Hispasat TV 4K (Латинская Америка)
- Fashion One 4K
- DirecTV 4K и DirecTV Cinema 4K
- 4KUniverse
- Insight UHD
- The Country Netwok

Россия
- C4K360
- Russian Extreme Ultra HD
- КИНО UHD
- СЕРИАЛ UHD
- Наша Сибирь 4K
- Ultra 4K Extreme
- Ultra 4K Kino
- HOME 4K

Азия
- Cable 4K[71]
- KBS1 UHD[72]
- MBC UHD[72]
- SBS UHD[72]
- KNN UHD[72]
- KBC UHD[72]
- TBC UHD[72]
- TJB UHD[72]
- UBC UHD[72]
- G1 UHD[72]
- AsiaUHD
- Insight UHD
- SBS Plus UHD[73]
- Sky UHD
- UMAX[74]
- UXN
- UHD Dream TV
- 4K-Sat
- Tata Sky 4K (Индия)
- Now 4K World Cup (Гонконг)
- Bol Network Пакистан
- Hum News Пакистан
- Kan11 4K (Израиль)
- NHK BS 4K (Япония)
- NHK BS 8K (Япония)
- BS Asahi 4K
- BS TV Tokyo 4K
- BS-TBS 4K
- BS Fuji 4K
- SHOP CHANNEL 4K (Япония)
- 4K QVC (Япония)
- THE CINEMA 4K (Япония)
- J Sports (Япония)
- Star Channel 4K (Япония)
- Sukachan 4K (Япония)
- Japanese movie + Jidaigeki 4K